# 台中市公車252路
臺中市公車252路目前行駛自東勢至小雪山旅遊資訊站。主要行駛於東坑路、雪山路。

## 歷史
- 2013年1月1日：原公路客運6601路「東勢－大雪山森林遊樂區」」改制為台中市公車252路。
- 2019年10月5日：增設「鳶嘴山登山口」站及「收費站(三十五公里)」站。
- 2020年10月1日：252區1「東勢—遊客中心」及252區2「遊客中心—大雪山森林遊樂區」市公車路線停駛。
- 2023年6月5日：取消停靠「石角口」站（往大雪山方向）。
- 2023年12月25日：調整發車時刻。[1]
- 2024年5月10日：「八公里」站名更改為「大雪山賞鳥協會(八公里)」。
- 2024年5月15日：新增「賞鳥平台(二十三公里)」站；「大雪山森林遊樂區」站名更改為「小雪山旅遊資訊站」，站位遷移至觀星平台處。
- 2024年6月15日：新增「橫嶺山步道」站。[2]
- 2024年8月1日：新增「十里坡生態莊園」站及「出雲山莊」站。[3]

## 路線基本資料
往小雪山旅遊資訊站41站，往東勢42站。
自東勢起沿東勢區豐勢路、東坑路、和平區雪山路至小雪山旅遊資訊站。

### 時刻表
- 時刻表僅供參考，請以豐原客運網站公告為準。

平日停駛
| 台中市公車252路例假日時刻列表 | 台中市公車252路例假日時刻列表 | 台中市公車252路例假日時刻列表 | 台中市公車252路例假日時刻列表 |
| ----------------------------- | ----------------------------- | ----------------------------- | ----------------------------- |
| 東勢開時刻                    | 東勢開備註                    | 小雪山旅遊資訊站時刻          | 小雪山旅遊資訊站開備註        |
| 08:00                         | -                             | 10:30                         | -                             |
| 08:30                         | -                             | 11:00                         | -                             |
| 13:00                         | -                             | 15:35                         | -                             |
| 13:30                         | -                             | 15:40                         | -                             |

### 收費
- 依里程計費；刷電子票證10公里免費。
- 里程計費說明：
  - 基本里程：8公里。
  - 基本里程票價全票20元、半票11元。
  - 超過基本里程（8公里）計費方式：
    - 全票=[2.431 x 搭乘里程數x (1+5%營業稅)] （四捨五入）
    - 半票=[2.431 x 搭乘里程數x (1+5%營業稅)] x 50% （四捨五入）

  - 兒童、老人、身心障礙者及其陪伴者依規定半票收費。

### 停站
參見右側路線圖